# Rocas Alijos

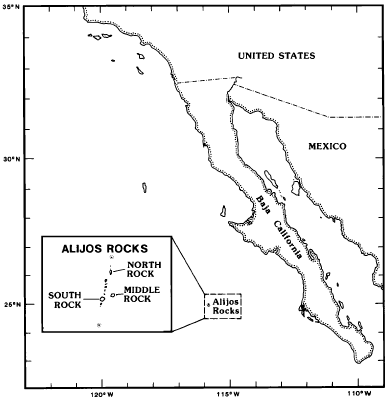
Mappa della posizione delle isole

Rocas Alijos sono un gruppo di piccoli, ripidi e sterili isolotti vulcanici, sia affioranti dal mare che sommersi, situati nell'Oceano Pacifico. Fanno parte del comune di Comondú nello Stato messicano di Baja California Sur, e sono situate a circa 300km a ovest del continente. La superficie complessiva è inferiore a 1 000 metri quadrati, con una stima ufficiale di circa 0,012 km².
Il gruppo è composto da tre scogli principali e svariati più piccoli. Sud Rock, la più grande del gruppo, è di 34 metri (111 ft) di altezza, con un diametro di soli 14 metri (46 ft) (24°57′03″N 115°44′55″W). Middle Rock è di 18 metri (59 ft) di altezza e circa 10 metri (33 piedi) di diametro. North Rock, a 200 metri (656 ft) a nord di South Rock, è di 22 metri (72 ft) di altezza, con un diametro di 12 metri (39 ft). Gli altri scogli tra questi sono o immersi, o così bassi da essere appena visibili tra le onde. Le rocce sembrano essere conosciute fin dai primi anni della storia spagnola del Messico, in quanto esse possono essere trovate su una mappa del 1598. La prima descrizione è del 1704, del pirata John Clipperton. Solo nel 1791 si ha la prima descrizione esatta fatta da un marinaio spagnolo.
Sud Rock è stato scalato per la prima volta nel 1990 da una spedizione (dal 31 ottobre al 7 novembre 1990) sotto la guida di Robert Schmieder, che ha curato una monografia sulle rocce.
Il gruppo si trova in una zona di transizione fra due grandi aree biologiche, ad una latitudine dove la corrente del Pacifico scorre verso ovest per formare l'attuale corrente transoceanica del Pacifico settentrionale. Le rocce sono siti di nidificazione di numerose specie di uccelli marini.
Gli altri due gruppi di isole messicane del Pacifico che non sono sulla piattaforma continentale sono Isole Revillagigedo e Guadalupe.